# Curling Club Anpezo
Il Curling Club Anpezo è l'associazione sportiva di curling di Cortina d'Ampezzo che vanta il primato di club con più titoli italiani maschili master ed il suo presidente è Carlo Dipol. Il CC Anpezo fa parte dell'Associazione Curling Cortina (ACC), fondazione che riunisce e rappresenta i sei club di Cortina d'Ampezzo. La squadra negli ultimi anni non si è mai qualificato nel Girone d'Eccellenza (Serie A), ed è l'unico club di Cortina d'Ampezzo a non aver mai vinto uno scudetto al campionato italiano assoluto, ma presenta annualmente la squadra nel Girone Promozionale (Serie B) oltre che nel campionato Master. La squadra master ha spesso rappresentato la squadra nazionale senior ai campionati mondiali senior.